# Sireena Records
Sireena Records ist ein deutsches Independent-Label mit Sitz in Stelle (Landkreis Harburg) bei Hamburg und Osterholz-Scharmbeck (Kreativzentrum).
Tom Redecker (The Perc Meets the Hidden Gentleman, The Electric Family) und Lothar Gärtner (Herausgeber des Magazins Strangeways) gründeten im Jahr 2000 das Plattenlabel mit der Absicht, rare, unveröffentlichte und vergriffene Titel wieder auf den Markt zu bringen.
Da Redecker mit seiner Band The Perc Meets the Hidden Gentleman kein Label hatte, wurde auch noch Strange Ways Records gegründet.
2005 starb Lothar Gärtner. Seit 2008 führen Bernd Paulat und Tom Redecker das Label weiter, unter Beibehaltung der beiden Standorte.
Anerkennung bei Musikkennern verschafft sich das Label mit aufwändigen Zusammenstellungen zu bestimmten musikalischen Genres wie Jazz Rock, Krautrock, Progressive Rock und Punk. Frühzeitig erkannte das Label auch die wieder zunehmende Bedeutung der Schallplatte aus Vinyl für den Musikfreund und setzt seither mit seinen Veröffentlichungen klangtechnisch und aufmachungstechnisch Maßstäbe, vor allem auch im Ausland.
Dem Label zugehörig ist auch der seit 2013 bestehende Verlag Edition Sireena Music.

## Künstler
Zu den von Sireena Records veröffentlichten Interpreten gehören unter anderen:
- Atomic Rooster
- Rainer Baumann
- Edgar Broughton Band
- The Convent
- Dead Guitars
- Der moderne Man
- Grobschnitt
- Henry Vahl
- Keef Hartley Band
- Nektar
- Ougenweide
- The Perc Meets the Hidden Gentleman
- Shiny Gnomes
- Stone the Crows
- Taras Bulba
- The Multicoloured Shades
- Tribute
- Yes
- White Rose Transmission
- Zoff